# المركز الوطني لأبحاث وتطوير الزراعة المستدامة
المركز الوطني لأبحاث وتطوير الزراعة المستدامة (استدامة)، هو مركز حكومي سعودي، تأسس بموجب اتفاق بين وزارة البيئة والمياه والزراعة وجامعة الملك سعود عام 2011، ويأتي ضمن برنامج «وادي الرياض للتقنية» في الجامعة. يهدف المركز إلى إدارة المعرفة والتمكين الفعال؛ لتطوير تقنيات النظم الزراعية المستدامة، والإشراف على المشروعات والبرامج البحثية، وإجراء الأبحاث والدراسات والتجارب، وذلك في مجالات الزراعة المحمية، والمكافحة الحيوية، والأسمدة، وترشيد استخدام المياه، وتسهيل عملية الابتكار؛ لغرض دعم الزراعة المستدامة وتنميتها والتوسع في تطبيقاتها.

## الاختصاصات
1. إجراء الأبحاث والدراسات والتجارب في مجالات عمل المركز؛ للوصول إلى التقنيات الحديثة التي تتواكب مع بيئة المملكة.
2. تطوير التقنيات الحديثة والمبتكرة وتطبيقاتها العملية ذات الصلة بمجالات عمل المركز، ونقلها، وتوطينها.
3. بناء قاعدة بيانات إلكترونية تُعني باختصاصاته، وتطويرها.
4. وضع ما يلزم في شأن تطوير الخطط والبرامج البحثية؛ لتحديد المعوقات البيئة أو الإنتاجية أو التسويقية، وإيجاد الحلول لها.
5. التعاون مع الأفراد والجهات وبيوت الخبرة المتخصصة داخل المملكة وخارجها.
6. عقد المؤتمرات والندوات واللقاءات العلمية وورش العمل والدروات التدريبية.
7. نشر الإنتاج العلمي، والمشاركة فيه.
8. نشر الوعي بالممارسات الزراعية المستدامة المتبعة والتقنيات الحديثة والمبتكرة.
9. تقديم الاستشارات والدعم الفني والحلول العملية للقطاعين العام والخاص، في مجال نظم الزراعة المستدامة.[4]

## مجلس الإدارة
للمركز مجلس إدارة برئاسة وزير البيئة والمياه والزراعة، وعضوية كل من:
- مدير عام المركز. (المسؤول التنفيذي)
- ممثلين من وزارة البيئة والمياه والزراعة.
- ممثل من وزارة المالية.
- ممثل من وزارة الاقتصاد والتخطيط.
- ممثل من وزارة التجارة والاستثمار.
- اثنين من أعضاء هيئة التدريس بالجامعات يسميهما وزير التعليم بالاتفاق مع الوزير.
- ممثل من مجلس الغرف التجارية والصناعية السعودية.
- ثلاث ممثلين من القطاع الخاص من المتخصصين في مجال عمل المركز، يعينون بقرار من مجلس الوزراء، بناءً على ترشيح من الرئيس.[5]